# Karl Wilhelm Isenberg
Karl Wilhelm Isenberg (Barmen, 5 settembre 1806 – Stoccarda, 10 ottobre 1864) è stato un missionario tedesco.
Compagno di viaggio di Johann Ludwig Krapf, visse a lungo tempo nello Scioa, in Etiopia ove svolse lavoro di studio e traduzione. In particolare tradusse il libro delle preghiere comuni e pubblicò un vocabolario.